# Helga Mees
Helga Mees (n. 12 iulie 1937, Saarbrücken, Germania – d. 11 aprilie 2014, Schifferstadt, Renania-Palatinat, Germania) a fost o scrimeră germană, medaliată olimpică. A participat la 3 ediții ale Jocurilor Olimpice (1960, 1964, 1968) în care a câștigat o medalie de argint și o medalie de bronz.